# Chinghyo Chŏljung
Chinghyo Chŏljung (ur. 826, zm. 900) – koreański mistrz sŏn, uczeń mistrza Toyuna.
W wieku 7 lat wstąpił do klasztoru buddyjskiego na górze Ogwan, prowadzonego przez Chinjŏna, a w wieku 19 lat został wyświęcony na pełnego mnicha w Janggok sa.
Od 15 roku życia studiował Sutrę Awatamsakę w klasztorze Pusŏk.
Następnie praktykował sŏn u mistrza sŏn Toyuna w klasztorze Kŭmgang na górze P'ungak i otrzymał od niego przekaz Dharmy. W przeciwieństwie od wielu buddystów koreańskich nigdy nie udał się do Chin. Rozbudował mały klasztor Hŭngnyŏng wybudowany przez Toyuna.
Po śmierci swojego nauczyciela spotkał mnicha Sŏk'una, który został jego głównym uczniem. Jego uczeń pomógł mu przenieść klasztor w góry Saja. Od tej pory ta szkoła sŏnu stała się znana jako szkoła saja – jedna z 9 górskich szkół sŏn.
Chŏljung był bardzo szanowanym mistrzem przez królów Hŏnganaga (pan. 875–886), który otoczył klasztor państwowym wsparciem i Chonga (pan. 886–888). Jednak odmówił zaproszeniu królowej Chinsong (pan. 888–898), aby został mnichem na dworze królewskim. Król Hyogong obdarzył go tytułem Taesa (Wielki Mistrz).
Zmarł w pozycji medytacyjnej, prawdopodobnie w 900 r.

## Linia przekazu Dharmy zen
Pierwsza liczba oznacza liczbę pokoleń mistrzów od 1 Patriarchy indyjskiego Mahakaśjapy.
Druga liczba oznacza liczbę pokoleń od 28/1 Bodhidharmy, 28 Patriarchy Indii i 1 Patriarchy Chin.
Trzecia liczba oznacza początek nowej linii przekazu w danym kraju.
- 35/8 Mazu Daoyi (709–788) szkoła hongzhou
  - 36/8 Nanquan Puyuan (748–835)
    - 37/9/1 Ch'ŏlgam Toyun (798–868) szkoła saja – Korea
      - 38/10/2 Chinghyo Chŏljung (826–900)
        - 39/11/3 Sŏk'un